# NGC 7840
NGC 7840 ist eine Spiralgalaxie vom Hubble-Typ Sc im Sternbild Fische auf der Ekliptik. Sie ist schätzungsweise 509 Millionen Lichtjahre von der Milchstraße entfernt und hat einen Durchmesser von etwa 160.000 Lichtjahren.

Im gleichen Himmelsareal befinden sich u. a. die Galaxien NGC 3, NGC 4, NGC 7837, NGC 7838.
Das Objekt wurde am 29. November 1864 von Albert Marth mit dem 120-cm-Reflektor von William Lassell auf Malta entdeckt.
NGC 7840 ist der letzte Eintrag im New General Catalogue of Nebulae and Clusters of Stars (NGC).